# Feliks Waluszewski
Feliks Ludwik Waluszewski (ur. 20 listopada 1889 we Lwowie, zm. 8 września 1972 w Kielcach) – major piechoty Wojska Polskiego, działacz niepodległościowy, bibliotekarz.

## Życiorys
Urodził się 20 listopada 1889 we Lwowie, w rodzinie Władysława i Tekli z domu Pest. Po odbyciu jednorocznej ochotniczej służby wojskowej został mianowany kadetem ze starszeństwem z 1 stycznia 1912 w korpusie oficerów piechoty. Posiadał przydział w rezerwie do Galicyjskiego Pułku Piechoty Nr 80 we Lwowie. W szeregach tego pułku wziął udział w mobilizacji sił zbrojnych Monarchii Austro-Węgierskiej, wprowadzonej w związku z wojną na Bałkanach, a następnie walczył na I wojnie światowej. W 1914, jako chorąży rezerwy służył w 11. kompanii pułku i został ranny. Na stopień podporucznika został mianowany ze starszeństwem z 1 listopada 1914 w korpusie oficerów piechoty.
W listopadzie 1918 wziął udział w obronie Lwowa, a w sierpniu 1920 uczestniczył w obronie Płocka, jako adiutant dowódcy przedmościa majora Janusza Mościckiego.
Służył w 39 Pułku Piechoty Strzelców Lwowskich w Jarosławiu. 31 marca 1924 został mianowany majorem ze starszeństwem z 1 lipca 1923 i 20. lokatą w korpusie oficerów piechoty. W czerwcu 1925 został odkomenderowany z 39 pp do Powiatowej Komendy Uzupełnień Jarosław na cztery miesiące w celu odbycia praktyki poborowej.
W kwietniu 1928 został przydzielony do 22 Dywizji Piechoty Górskiej w Przemyślu na stanowisko pełniącego obowiązki oficera Przysposobienia Wojskowego. W lipcu 1929 został przeniesiony do 32 Pułku Piechoty w Modlinie na stanowisko kwatermistrza. W czerwcu 1932 został przeniesiony do Powiatowej Komendy Uzupełnień Brześć na stanowisko komendanta. Z dniem 30 listopada 1935 został przeniesiony w stan spoczynku. Do 1939 mieszkał w Brześciu przy ul. Steckiewicza 34 m. 36.
Po wojnie był dyrektorem (1949–1951) i wicedyrektorem (1951–1952) Biblioteki w Kielcach. W latach 1951–1954 był przewodniczącym kieleckiego Okręgu Stowarzyszenia Bibliotekarzy Polskich.
W 1948 ożenił się z Jadwigą Franciszką z Dutkiewiczów (1920–1997). Mieli jednego syna Jana Władysława.
Zmarł 8 września 1972 w Kielcach. Pochowany na cmentarzu Starym (komunalny nr 1) w Kielcach (kwatera X-A-1).

## Ordery i odznaczenia
- Krzyż Niepodległości – 9 listopada 1933 „za pracę w dziele odzyskania niepodległości”[23][1][24]
- Krzyż Walecznych dwukrotnie[25], w tym za Obronę Płocka[26]
- Złoty Krzyż Zasługi po raz pierwszy – 19 marca 1937 „za zasługi w służbie wojskowej”[27][28]
- Złoty Krzyż Zasługi po raz drugi – 15 marca 1939 „za zasługi na polu pracy społecznej”[19])
- Krzyż Za Męstwo i Odwagę 206. Pułku Piechoty Armii Ochotniczej i Obrony Płocka (1921)[29]
- Krzyż Pamiątkowy Mobilizacji 1912–1913[3]